# Самойловщина (Дятловский район)
Само́йловщина (бел. Самойлаўшчына) — деревня в Козловщинском сельсовете Дятловского района Гродненской области Белоруссии. Согласно переписи населения 2009 года в Самойловщине проживало 58 человек. Площадь сельского населённого пункта составляет 28,35 га, протяжённость границ — 3,46 км.

## География
Самойловщина расположена в 20 км к юго-западу от Дятлово, 154 км от Гродно, 31 км от железнодорожной станции Новоельня.

## История
В 1880 году Самойловщина — деревня в Козловской волости Слонимского уезда Гродненской губернии (94 жителя). По переписи населения 1897 года в Самойловщине насчитывалось 20 домов, проживало 145 человек. В 1905 году численность населения деревни составила 125 жителей.
В 1921—1939 годах Самойловщина находилась в составе межвоенной Польской Республики. В этот период деревня относилась к сельской гмине Козловщина Слонимского повята Новогрудского воеводства. В 1923 году в Самойловщине имелось 26 домов, проживал 131 человек. В сентябре 1939 года Самойловщина вошла в состав БССР.
В 1996 году Самойловщина входила в состав Денисовского сельсовета и колхоза «Слава труду». В деревне насчитывалось 41 домохозяйство, проживало 106 человек.
30 декабря 2003 года Самойловщина была передана из упразднённого Денисовского сельсовета в Козловщинский поселковый совет.
26 декабря 2013 года деревня вместе с другими населёнными пунктами, ранее входившими в состав Козловщинского поссовета, была включена в новообразованный Козловщинский сельсовет.